# Xopanapa, Huauchinango
Xopanapa är en ort i Mexiko.   Den ligger i kommunen Huauchinango och delstaten Puebla, i den sydöstra delen av landet, 140 km nordost om huvudstaden Mexico City. Xopanapa ligger 1 854 meter över havet och antalet invånare är 407.
Terrängen runt Xopanapa är bergig. Runt Xopanapa är det ganska tätbefolkat, med 160 invånare per kvadratkilometer. Närmaste större samhälle är Huauchinango, 5,4 km norr om Xopanapa. I omgivningarna runt Xopanapa växer i huvudsak blandskog.